# Senatori del Minnesota
Il Minnesota entrò a far parte dell'Unione l'11 maggio 1858. I senatori del Minnesota appartengono alle classi 1 e 2 e gli attuali senatori sono Amy Klobuchar e Tina Smith, entrambe appartenenti al Partito Democratico-Contadino-Laburista del Minnesota, affiliato al Partito Democratico a livello nazionale.

## Elenco

### Classe 1
| N.      | Foto    | Senatore              | Partito                              | Carica           | Carica           | Congresso                                                             | Mandati | Elezioni                                                                            |
| N.      | Foto    | Senatore              | Partito                              | Inizio           | Termine          | Congresso                                                             | Mandati | Elezioni                                                                            |
| ------- | ------- | --------------------- | ------------------------------------ | ---------------- | ---------------- | --------------------------------------------------------------------- | ------- | ----------------------------------------------------------------------------------- |
| 1       |         | Henry Mower Rice      | Democratico                          | 11 maggio 1858   | 4 marzo 1863     | 35 · 36 · 37                                                          | 1       | 1858 Non ricandidatosi                                                              |
| 2       |         | Alexander Ramsey      | Repubblicano                         | 4 marzo 1863     | 4 marzo 1875     | 38 · 39 · 40 · 41 · 42 · 43                                           | 2       | 1863 · 1869                                                                         |
| 3       |         | Samuel J. R. McMillan | Repubblicano                         | 4 marzo 1875     | 4 marzo 1887     | 44 · 45 · 46 · 47 · 48 · 49                                           | 2       | 1875 · 1881 Non ricandidatosi                                                       |
| 4       |         | Cushman Davis         | Repubblicano                         | 4 marzo 1887     | 27 novembre 1900 | 50 · 51 · 52 · 53 · 54 · 55 · 56                                      | 21⁄2    | 1886 · 1892 · 1899 Deceduto                                                         |
| Vacante | Vacante | Vacante               | Vacante                              | 27 novembre 1900 | 5 dicembre 1900  | 56                                                                    |         |                                                                                     |
| 5       |         | Charles A. Towne      | Democratico                          | 5 dicembre 1900  | 23 gennaio 1901  | 56                                                                    | 1⁄2     | Nominato per continuare il mandato di Davis Eletto il successore                    |
| 6       |         | Moses E. Clapp        | Repubblicano                         | 23 gennaio 1901  | 4 marzo 1917     | 56 · 57 · 58 · 59 · 60 · 61 · 62 · 63 · 64                            | 2 1⁄2   | Eletto per terminare il mandato di Davis · 1905 · 1911 Non ottenne la ricandidatura |
| 7       |         | Frank B. Kellogg      | Repubblicano                         | 4 marzo 1917     | 4 marzo 1923     | 65 · 66 · 67                                                          | 1       | 1916 Perse la rielezione                                                            |
| 8       |         | Henrik Shipstead      | Contadino-Laburista poi Repubblicano | 4 marzo 1923     | 3 gennaio 1947   | 68 · 69 · 70 · 71 · 72 · 73 · 74 · 75 · 76 · 77 · 78 · 79             | 4       | 1922 · 1928 · 1934 · 1940 Non ottenne la ricandidatura                              |
| 9       |         | Edward John Thye      | Repubblicano                         | 3 gennaio 1947   | 3 gennaio 1959   | 80 · 81 · 82 · 83 · 84 · 85                                           | 2       | 1946 · 1952 Perse la rielezione                                                     |
| 10      |         | Eugene McCarthy       | DFL                                  | 3 gennaio 1959   | 3 gennaio 1971   | 86 · 87 · 88 · 89 · 90 · 91                                           | 2       | 1958 · 1964 Non ricandidatosi                                                       |
| 11      |         | Hubert Humphrey       | DFL                                  | 3 gennaio 1971   | 13 gennaio 1978  | 92 · 93 · 94 · 95                                                     | 1 1⁄2   | 1970 · 1976 Deceduto                                                                |
| Vacante | Vacante | Vacante               | Vacante                              | 13 gennaio 1978  | 25 gennaio 1978  | 95                                                                    |         |                                                                                     |
| 12      |         | Muriel Humphrey       | DFL                                  | 25 gennaio 1978  | 7 novembre 1978  | 95                                                                    | 1⁄2     | Nominata per continuare il mandato del marito Eletto il successore                  |
| 13      |         | David Durenberger     | Repubblicano                         | 7 novembre 1978  | 3 gennaio 1995   | 95 · 96 · 97 · 98 · 99 · 100 · 101 · 102 · 103                        | 2 1⁄2   | Eletto per terminare il mandato di H. Humphrey · 1982 · 1988 Non ricandidatosi      |
| 14      |         | Rod Grams             | Repubblicano                         | 3 gennaio 1995   | 3 gennaio 2001   | 104 · 105 · 106                                                       | 1       | 1994 Perse la rielezione                                                            |
| 15      |         | Mark Dayton           | DFL                                  | 3 gennaio 2001   | 3 gennaio 2007   | 107 · 108 · 109                                                       | 1       | 2000 Non ricandidatosi                                                              |
| 16      |         | Amy Klobuchar         | DFL                                  | 3 gennaio 2007   | in carica        | 110 · 111 · 112 · 113 · 114 · 115 · 116 · 117 · 118 · 119 · 120 · 121 | 4       | 2006 · 2012 · 2018 · 2024                                                           |

### Classe 2
| N.      | Foto    | Senatore            | Partito             | Carica           | Carica           | Congresso                                                                | Mandati | Elezioni                                                                            |                     |
| N.      | Foto    | Senatore            | Partito             | Inizio           | Termine          | Congresso                                                                | Mandati | Elezioni                                                                            |                     |
| ------- | ------- | ------------------- | ------------------- | ---------------- | ---------------- | ------------------------------------------------------------------------ | ------- | ----------------------------------------------------------------------------------- | ------------------- |
| 1       |         | James Shields       | Democratico         | 11 maggio 1858   | 4 marzo 1859     | 35                                                                       | 1       | 1858 Perse la rielezione                                                            |                     |
| 2       |         | Morton S. Wilkinson | Repubblicano        | 4 marzo 1859     | 4 marzo 1865     | 36 · 37 · 38                                                             | 1       | 1859 Perse la rielezione                                                            |                     |
| 3       |         | Daniel S. Norton    | Repubblicano        | 4 marzo 1865     | 13 luglio 1870   | 39 · 40 · 41                                                             | 1⁄2     | 1865 Deceduto                                                                       |                     |
| Vacante | Vacante | Vacante             | Vacante             | 13 luglio 1870   | 15 luglio 1870   | 41                                                                       |         |                                                                                     |                     |
| 4       |         | William Windom      | Repubblicano        | 15 luglio 1870   | 22 gennaio 1871  | 41                                                                       | 1⁄2     | Nominato per continuare il mandato di Norton Eletto il successore                   |                     |
| 5       |         | Ozora P. Stearns    | Repubblicano        | 23 gennaio 1871  | 4 marzo 1871     | 41                                                                       | 1⁄2     | Eletto per terminare il mandato di Norton Non ricandidatosi                         |                     |
| 6       |         | William Windom      | Repubblicano        | 4 marzo 1871     | 7 marzo 1881     | 42 · 43 · 44 · 45 · 46 · 47                                              | 1 1⁄2   | 1871 · 1877 Divenuto Segretario al tesoro                                           |                     |
| Vacante | Vacante | Vacante             | Vacante             | 7 marzo 1881     | 12 marzo 1881    | 47                                                                       |         |                                                                                     |                     |
| 7       |         | Alonzo J. Edgerton  | Repubblicano        | 12 marzo 1881    | 30 ottobre 1881  | 47                                                                       | 1⁄2     | Nominato per continuare il mandato di Windom Eletto il successore                   |                     |
| Vacante | Vacante | Vacante             | Vacante             | 30 ottobre 1881  | 15 novembre 1881 |                                                                          |         |                                                                                     |                     |
| 8       |         | William Windom      | Repubblicano        | 15 novembre 1881 | 4 marzo 1883     | 47                                                                       | 1⁄2     | Eletto per terminare il proprio mandato Perse la rielezione                         |                     |
| 9       |         | Dwight M. Sabin     | Repubblicano        | 4 marzo 1883     | 4 marzo 1889     | 48 · 49 · 50                                                             | 1       | 1883 Non ottenne la ricandidatura                                                   |                     |
| 10      |         | William D. Washburn | Repubblicano        | 4 marzo 1889     | 4 marzo 1895     | 51 · 52 · 53                                                             | 1       | 1888 Perse la rielezione                                                            |                     |
| 11      |         | Knute Nelson        | Repubblicano        | 4 marzo 1895     | 28 aprile 1923   | 54 · 55 · 56 · 57 · 58 · 59 · 60 · 61 · 62 · 63 · 64 · 65 · 66 · 67 · 68 | 4 1⁄2   | 1895 · 1901 · 1907 · 1913 · 1918 Deceduto                                           |                     |
| Vacante | Vacante | Vacante             | Vacante             | 28 aprile 1923   | 16 luglio 1923   | 68                                                                       |         |                                                                                     |                     |
| 12      |         | Magnus Johnson      | Contadino-Laburista | 16 luglio 1923   | 4 marzo 1925     | 68                                                                       | 1⁄2     | Eletto per terminare il mandato di Nelson Perse la rielezione                       |                     |
| 13      |         | Thomas D. Schall    | Repubblicano        | 4 marzo 1925     | 22 dicembre 1935 | 69 · 70 · 71 · 72 · 73 · 74                                              | 1 1⁄2   | 1924 · 1930 Deceduto                                                                |                     |
| Vacante | Vacante | Vacante             | Vacante             | 22 dicembre 1935 | 27 dicembre 1935 | 74                                                                       |         |                                                                                     |                     |
| 14      |         | Elmer A. Benson     | Contadino-Laburista | 27 dicembre 1935 | 3 novembre 1936  | 74                                                                       | 1⁄2     | Nominato per continuare il mandato di Johnson Dimessosi all'elezione del successore |                     |
| 15      |         | Guy V. Howard       | Repubblicano        | 4 novembre 1936  | 3 gennaio 1937   | 74                                                                       | 1⁄2     | Eletto per terminare il mandato di Johnson Non ricandidatosi                        |                     |
| 16      |         | Ernest Lundeen      | Contadino-Laburista | 3 gennaio 1937   | 31 agosto 1940   | 75 · 76                                                                  | 1⁄2     | 1936 Deceduto                                                                       |                     |
| Vacante | Vacante | Vacante             | Vacante             | 31 agosto 1940   | 14 ottobre 1940  | 76                                                                       |         |                                                                                     |                     |
| 17      |         | Joseph H. Ball      | Repubblicano        | 14 ottobre 1940  | 3 novembre 1942  | 76 · 77                                                                  | 1⁄2     | Eletto per continuare il mandato di Lundeen Dimessosi all'elezione del successore   |                     |
| Vacante | Vacante | Vacante             | Vacante             | 3 novembre 1942  | 18 novembre 1942 | 76                                                                       |         |                                                                                     |                     |
| 18      |         | Arthur E. Nelson    | Repubblicano        | 18 novembre 1942 | 3 gennaio 1943   | 76                                                                       | 1⁄2     | Eletto per terminare il mandato di Lundeen Non ricandidatosi                        |                     |
| 19      |         | Joseph H. Ball      | Repubblicano        | 3 gennaio 1943   | 3 gennaio 1949   | 78 · 79 · 80                                                             | 1       | 1942 Perse la rielezione                                                            |                     |
| 20      |         | Hubert Humphrey     | DFL                 | 3 gennaio 1949   | 29 dicembre 1964 | 81 · 82 · 83 · 84 · 85 · 86 · 87 · 88                                    | 2 1⁄2   | 1948 · 1954 · 1960 Divenuto Vicepresidente                                          |                     |
| 21      |         | Walter Mondale      | DFL                 | 30 dicembre 1964 | 30 dicembre 1976 | 88 · 89 · 90 · 91 · 92 · 93 · 94                                         | 1 1⁄2   | Eletto per terminare il mandato di Humphrey · 1966 · 1972 Divenuto Vicepresidente   |                     |
| 22      |         | Wendell Anderson    | DFL                 | 30 dicembre 1976 | 29 dicembre 1978 | 94 · 95                                                                  | 1⁄2     | Eletto per terminare il mandato di Mondale Perse la rielezione                      |                     |
| 23      |         | Rudy Boschwitz      | Repubblicano        | 30 dicembre 1978 | 3 gennaio 1991   | 96 · 97 · 98 · 99 · 100 · 101                                            | 1 1⁄2   | 1978 · 1984 Perse la rielezione                                                     |                     |
| 24      |         | Paul Wellstone      | DFL                 | 3 gennaio 1991   | 25 ottobre 2002  | 102 · 103 · 104 · 105 · 106 · 107                                        | 1 1⁄2   | 1990 · 1996 Deceduto                                                                |                     |
| Vacante | Vacante | Vacante             | Vacante             | 25 ottobre 2002  | 4 novembre 2002  | 107                                                                      |         |                                                                                     |                     |
| 25      |         | Dean Barkley        | Indipendente        | 4 novembre 2002  | 3 gennaio 2003   | 107                                                                      | 1⁄2     | Nominato per terminare il mandato di Wellstone                                      |                     |
| 26      |         | Norm Coleman        | Repubblicano        | 3 gennaio 2003   | 3 gennaio 2009   | 108 · 109 · 110                                                          | 1       | 2002 Perse la rielezione                                                            |                     |
| Vacante | Vacante | Vacante             | Vacante             | 3 gennaio 2009   | 7 luglio 2009    | 111                                                                      | 1⁄2     | Elezione contestata                                                                 | Elezione contestata |
| 27      |         | Al Franken          | DFL                 | 7 luglio 2009    | 2 gennaio 2018   | 111 · 112 · 113 · 114 · 115                                              | 1 1⁄2   | 2008 · 2014 Dimessosi                                                               |                     |
| 28      |         | Tina Smith          | DFL                 | 3 gennaio 2018   | in carica        | 116 · 117 · 118 · 119                                                    | 1 1⁄2   | Nominata per terminare il mandato di Franken · 2020                                 |                     |